# فرانكي راندال (ممثل)
فرانكي راندال (بالإنجليزية: Frankie Randall)‏ هو كاتب أغاني ومغني وممثل أمريكي، ولد في 11 يناير 1938 في الولايات المتحدة، وتوفي بنفس المكان في 28 ديسمبر 2014 بسبب سرطان.

## وصلات خارجية
- فرانكي راندال على موقع IMDb (الإنجليزية)
- فرانكي راندال على موقع ميوزك برينز (الإنجليزية)
- فرانكي راندال على موقع أول موفي (الإنجليزية)
- فرانكي راندال على موقع أول ميوزيك (الإنجليزية)
- فرانكي راندال على موقع ديسكوغز (الإنجليزية)
- فرانكي راندال على موقع قاعدة بيانات الفيلم (الإنجليزية)
- فرانكي راندال على موقع كينوبويسك (الروسية)